# Phoradendron lanatum
Phoradendron lanatum är en sandelträdsväxtart som beskrevs av Trelease. Phoradendron lanatum ingår i släktet Phoradendron och familjen sandelträdsväxter. Inga underarter finns listade i Catalogue of Life.